# 国際連合安全保障理事会決議113
国際連合安全保障理事会決議113（こくさいれんごうあんぜんほしょうりじかいけつぎ113、英: United Nations Security Council Resolution 113）は、1956年4月4日に国際連合安全保障理事会で採択された決議である。パレスチナ問題に関係する。
過去の決議において国際連合休戦監視機構の参謀長が停戦ラインにおける緊張の緩和のために特別な措置を講じるように要請したことを踏まえた上で、安保理は未だに要請された手段が講じられていないことを重大な懸念とともに留意し、これにより国際平和と安全の維持に危険が及ぶ可能性があるとして国際連合事務総長に対して4つの休戦協定の遵守について様々な方面から調査するように要請した。
また、安保理は、ダグ・ハマーショルド事務総長に対して、参謀長とともに軍の撤退や国連の監視員の自由な移動、現地における事件防止の段取り、停戦違反の迅速な指摘など、停戦ラインにおける緊張の緩和につながるような措置を講じるように要請した上で、1949年の停戦協定に関わる当事国に対して事務総長とともにこの決議を実行するように要求し、事務総長に対して1ヶ月以内に報告書を安保理に提出するように要請した。
この決議は全会一致で採択された。